# Robert Newhouse
Robert Newhouse (Longview, 9 de janeiro de 1950 — Rochester, 22 de julho de 2014) foi um ex-jogador profissional de futebol americano estadunidense.

## Carreira
Robert Newhouse foi campeão da temporada de 1977 da National Football League jogando pelo Dallas Cowboys.

## Vida Pessoal
Sua saúde começou a declinar, depois de sofrer um derrame em 2010. Em 22 de julho de 2014, ele morreu na Clínica Mayo, em Rochester, Minnesota de doença cardíaca, depois de não ser capaz de obter forte o suficiente para um procedimento de transplante de coração.